# Јужни Тучоне
Јужни Тучони су атабаскански народ, староседеоци су јужног Јукона и северозападне Британске Колумбије на северозападу Канаде. Данас насељавају део своје традиционалне територије у јужном Јукону. Јужнотучонски језик, као и блиско сродни севернотучонски језик, припада централноаљаско-јуконској подгрупи северне гране атабасканских језика.
Јужних Тучонеа је 2007. било око 1.400. Према подацима пописа становништва Канаде, јужнотучонским језиком је 2011. говорило 140 људи.

## Подгрупе у 21. веку
Јужнотучонске „прве нације” и насеља укључују:
- Шампејн и Ајшихик „прве нације” (са седиштем у Хејнс Џанкш`ну)[3]:
  - општина: Шампејн, насеља:
    - Клукшу
    - Шампејн-Лендинг 7

  - општина: Ајшихик, насеља:
    - Хејнс џанкш`н
    - Клу Лејк
    - Ајшихик

Многи припадници ове групе живе у граду Вајтхорсу (чине мањи део становништва града који је престоница територије Јукон).
- Тан Квачан веће (са седиштем у Вајтхорсу)[3]:
  - Вајтхорс (чине мањи део становништва града који је престоница територије Јукон) и
  - Лејк Лаберж

Тан Квачан у преводу значи људи Лејк Лабаржа (људи који живе на обали језера Лабарж, које се на јужнотучонском језику зове Тан Ман)
- Клуан „прва нација” (са седиштем у Б`рвош Лендингу)[3]:
  - Б`рвош Лендинг

Луан Ман Ку Дан у преводу значи људи Клуан језера (људи који живе на обали Клуан језера, које се на јужнотучонском језику зове Луан Ман).
Све три јужно тучонске „прве нације” су део јужнотучонског племенског већа.
Поред три наведене јужнотучонске „прве нације” постоји још једна прва нација која има мешовито чланство, а чији један део припадника су Јужни Тучони:
- Кванлин Дан „прва нација” (са седиштем у Вајтхорсу) има мешовито чланство, укључује Јужне Тучоне, Тагише и Тлингите.

Кванлин Дан у преводу значи људи Кванлина. Именом Кванлин назива се део реке Јукон од Базалта Мајлс Кањона до Брзака Вајтхорс, а реч Дан значи људи.

## Историја
Пре контакта са белцима Јужни Тучони су били ловци-сакупљачи, главни плен били су им карибуи, лосови, дивље овце и пастрмке. Јужни Тучони су имали матрилинеарни систем сродства и наслеђивања. Већина их је била организована у две егзогамне групе које су се звале Врана и Вук.
До првог контакта са белцима дошло је средином 19. века. Јужни Тучони су покушавали да избегну сусрете са белцима, када би се у њиховој близини нашли белци, премештали су своје ловачке логоре.
Са доласком белаца дошло је и до развоја трговине. Јужни Тучони су западњачке производе као што су дуван и ватрено оружје углавном набављали посредством својих суседа Тлингита, а затим су те производе продавали Тананама (Горњим Тананама). Због трговине је повремено долазило до сукоба међу домороцима. Један од таквих случајева је и убиство већине Јужних Тучонеа из Нескатахина, који су убијени у тренутку док су се налазили у свом пролећном рибарском ловачком кампу. Њих је убила група Танана (Горњих Танана) која је била незадовољна својим подређеним положајем у трговини, као и због проблема који су постојали због киднаповања жена. Јужни Тучони су у трговини са Тлингитима били у лошијем положају него што су Танане (Горње Танане) биле у трговини са Јужним Тучонима. Тлингити су забрањивали Јужним Тучонима да пролазе кроз њихову територију до обале, док су они истовремено одлазили на територију Јужних Тучона где су продавали своју робу. Једно време су Тлингити имали своје трговачко и рибарско насеље Нугајик на територији Јужних Тучона. Зависност у трговини Јужних Тучона од Тлингита се смањила након почетка насељавања белих трговаца и трагача за златом око реке Јукон, а потпуно је нестала 1898. након почетка Златне грознице у Клондајку (Јуконске златне грознице).
Са својим суседима Тагишима, Јужни Тучони су углавном били у пријатељским односима.
Већина од неколико хиљада белаца, колико је дошло у време Златне грознице у Клондајку (Јуконске златне грознице) 1898. на територију Јужних Тучона је следеће године отишла. Ипак, након 1900. неколико пута су откривана налазишта руда злата, сребра, бакра и олова и отварани рудници на територији коју су насељавали Јужни Тучони, последица је трајно насељавање више хиљада белаца на њиховој традиционалној територији.